# Gammarus shanxiensis
Gammarus shanxiensis is een vlokreeftensoort uit de familie van de Gammaridae. De wetenschappelijke naam van de soort is voor het eerst geldig gepubliceerd in 1988 door Barnard & Dai.